# Großderschau
Großderschau é um município da Alemanha, situado no distrito de Havelland, no estado de Brandemburgo. Tem 20,00 km² de área, e sua população em 2019 foi estimada em 419 habitantes.